# Calumet County
Das Calumet County ist ein County im US-amerikanischen Bundesstaat Wisconsin. Im Jahr 2020 hatte das County 52.442 Einwohner und eine Bevölkerungsdichte von 63,3 Einwohnern pro Quadratkilometer. Der Verwaltungssitz (County Seat) ist Chilton.

## Geographie

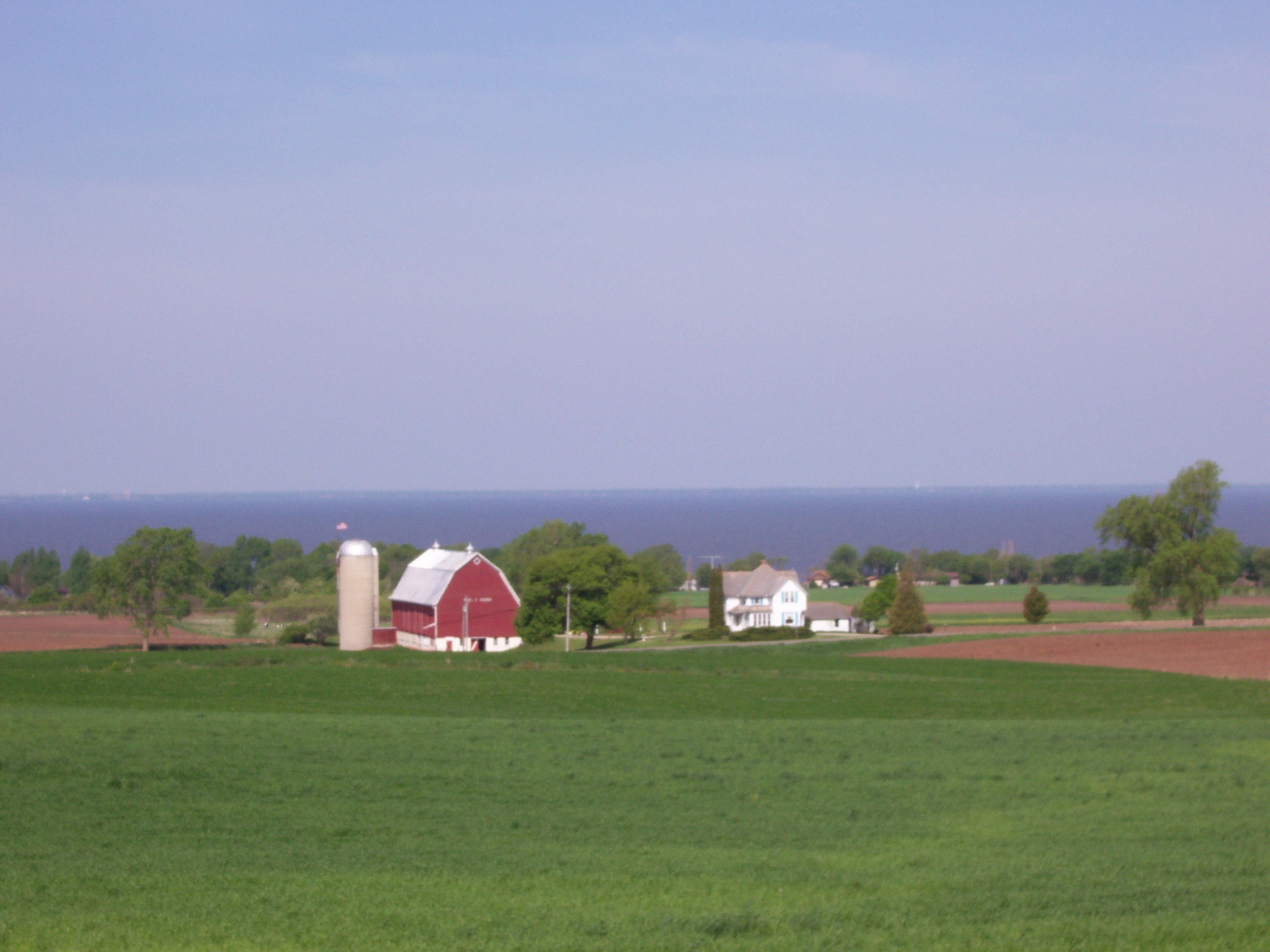
Lake Winnebago

Das County liegt im Osten Wisconsins am nordöstlichen Ufer des Lake Winnebago und etwa 40 km vom Michigansee entfernt. Es hat eine Fläche von 1028 Quadratkilometern, wovon 200 Quadratkilometer Wasserfläche sind. An das Calumet County grenzen folgende Nachbarcountys:
| Outagamie County   |  | Brown County     |
| Winnebago County   |  | Manitowoc County |
| Fond du Lac County |  | Sheboygan County |

## Geschichte
Das Calumet County wurde 1836 aus Teilen des Wisconsin-Territoriums gebildet. Benannt wurde es nach dem französischen Wort für die indianische Friedenspfeife. Native Americans aus New York State wurden in den südwestlichen Teil ab 1830 umgesiedelt. Viele der frühen Bewohner der Holyland Region im südlichen Teil waren Auswanderer aus Schleswig-Holstein in den 1840er Jahren.

## Demografische Daten
Nach der Volkszählung im Jahr 2010 lebten im Calumet County 48.971 Menschen in 18.248 Haushalten. Die Bevölkerungsdichte betrug 59,1 Einwohner pro Quadratkilometer. In den 18.248 Haushalten lebten statistisch je 2,64 Personen.
Ethnisch betrachtet setzte sich die Bevölkerung zusammen aus 95,6 Prozent Weißen, 0,5 Prozent Afroamerikanern, 0,5 Prozent amerikanischen Ureinwohnern, 2,2 Prozent Asiaten, 0,1 Prozent Polynesiern sowie aus anderen ethnischen Gruppen; 1,2 Prozent stammten von zwei oder mehr Ethnien ab. Unabhängig von der ethnischen Zugehörigkeit waren 3,8 Prozent der Bevölkerung spanischer oder lateinamerikanischer Abstammung.
26,0 Prozent der Bevölkerung waren unter 18 Jahre alt, 61,5 Prozent waren zwischen 18 und 64 und 12,5 Prozent waren 65 Jahre oder älter. 49,9 Prozent der Bevölkerung war weiblich.

Das jährliche Durchschnittseinkommen eines Haushalts lag bei 63.395 USD. Das Pro-Kopf-Einkommen betrug 28.182 USD. 5,9 Prozent der Einwohner lebten unterhalb der Armutsgrenze.

## Ortschaften im Calumet County
| Citys - Appleton1 - Brillion - Chilton - Kiel2 - Menasha3 - New Holstein | Villages - Harrison - Hilbert - Potter - Sherwood - Stockbridge |

Census-designated place (CDP)
- Forest Junction

Andere Unincorporated Communities
| - Brant - Brothertown - Calumetville4 - Charlesburg - Dorns Faro Springs Beach - Dorns Twilight Beach | - Dundas - Eckers Lakeland - Hayton - Highland Beach - Kloten - Jericho | - Maple Heights - Meggers2 - Quinney - Rockaway Beach - Saint Catherines Bay - St. Anna5 | - St. John - Utowana Beach - Waverly Beach3 - Wells2 |

1 – teilweise im Outagamie und im Winnebago County

2 – teilweise im Manitowoc County

3 – teilweise im Winnebago County

4 – teilweise im Fond du Lac County

5 – teilweise im Sheboygan County

## Gliederung
Das Calumet County ist neben den sechs Citys und fünf Villages in neun Towns eingeteilt:
| Township             | Einwohner (2010) | FIPS     |
| -------------------- | ---------------- | -------- |
| Town of Brillion     | 1486             | 55-09750 |
| Town of Brothertown  | 1329             | 55-10350 |
| Town of Charlestown  | 775              | 55-14000 |
| Town of Chilton      | 1143             | 55-14500 |
| Town of Harrison     | 10.839           | 55-32800 |
| Town of New Holstein | 1508             | 55-56825 |
| Town of Rantoul      | 798              | 55-66275 |
| Town of Stockbridge  | 1456             | 55-77425 |
| Town of Woodville    | 980              | 55-89000 |